# 4815 Андерс
4815 Андерс (1981 EA28, 1979 VO1, 1986 VX8, 4815 Anders) — астероїд головного поясу, відкритий 2 березня 1981 року.
Тіссеранів параметр щодо Юпітера — 3,528.